# Salconduit
Un salconduit és un document concedit a una persona per una autoritat, civil o militar, que autoritza el portador a circular per un territori o travessar una frontera.
Un salconduit (sovint anomenat laissez-passer en altres idiomes) és un document expedit per un estat sobirà a una persona o persones que hi han obtingut asil i que els permet sortir-ne lliurement. Acostuma a ser un permís de sentit únic: d'anada, però no de tornada.
Els governs arriben a expedir salconduits als propis nacionals com a passaports d'emergència. També poden expedir salconduits a persones apàtrides que no poden obtenir un passaport del  propi govern o perquè aquest no és reconegut per l'estat de destinació.

## Salconduits internacionals
Organitzacions internacionals com Nacions Unides o algunes ONG acostumen a expedir també salconduits als seus empleats, i llurs familiars, per motius laborals o humanitaris. El salconduit de les Nacions Unides que està exempt de l'exigència de visat, força acceptat arreu del món però considerat insuficient per entrar en alguns països, no implica immunitat diplomàtica tot i comportar certs privilegis.

## Salconduits de guerra
Expedits per autoritats militars, els salconduits també s'han utilitzat històricament en temps de guerra per a permetre el pas d'uns sectors a uns altres, dins les zones de guerra o més allunyats del front. Els salconduits de guerra es donaven a enemics, soldats i oficials, agents diplomàtics, representants polítics o a ciutadans de països tercers; els ajudaven a passar els controls militars i garantien així una certa llibertat de moviment, tot i que limitada.

## Història
Està documentat que el poble gitano a l'occident europeu, l'any 1423 transitava amb un salconduit per l'imperi alemany, i que dos anys més tard podien circular per la península Ibèrica en direcció a Santiago de Compostel·la.